# Максим (узурпатор)

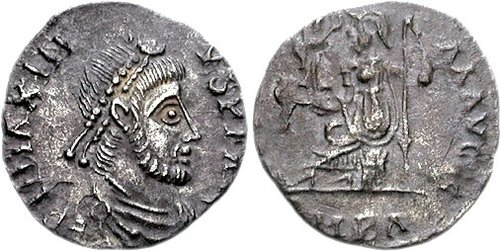
Силиква с портретом Максима

Ма́ксим (лат. Maximus, полная форма имени неизвестна; казнён в 422) — римский император-узурпатор в 409—411 годах и в 420—422 годах.

## Биография
Максим был сыном полководца Геронтия, которого узурпатор Константин III назначил командующим своих войск в Испании. По своему характеру сын Геронтия был скромен и подчинялся воле отца. Он был доместиком своего отца. В 409 году Геронтий восстал против Константина и провозгласил Максима августом в испанском городе Тарракон. В Барцино при Максиме работал монетный двор.
Затем Геронтий двинулся на Галлию, оставив Максима в Испании. Там Геронтий был разгромлен под Арлем военачальником императора Гонория Констанцием (будущим соправителем Гонория). Когда Максим узнал об этом, он бежал с оставшимися отрядами варваров и скитался в безвестности, но в 422 году был схвачен и затем казнён в Равенне.